# Dombóvár
Dombóvár [ˈdomboːvaːr] (deutsch: Dombowa) liegt im Süden Ungarns im Komitat Tolna zwischen Donau, Drau und Plattensee.
Zu Dombóvár gehört das Heilbad Gunaras, dessen Heilwasser besonders für die Behandlung von Erkrankungen des Stütz- und Bewegungsapparates, aber auch für Haut- und Atemwegserkrankungen geeignet ist. Einst war Dombóvár von schwäbischen Dörfern umgeben. Nach dem Zweiten Weltkrieg und der Vertreibung der meisten Ungarndeutschen sind viele dennoch in Ungarn verbliebene Angehörige dieser Bevölkerungsgruppe in der Stadt ansässig geworden.
Zur Gemeinde gehören auch die Siedlungen Szőlőhegy und Mászlony.

## Geschichte
Bereits in römischer Zeit war der Ort unter dem Namen Pons Sociorum Mansuectina bekannt. Allerdings handelte es sich damals nur um eine Brücke über den Fluss Kapos, die als militärische Befestigung eines nahen Dorfes (Alsóhetény) fungierte.
Die Burg wurde zwischen dem 16. und 17. Jahrhundert errichtet. Der kreisförmige Erdwall, der sich um eine zentrale Erhebung herum erstreckt, ist beinahe unversehrt und zeigt auch heute noch die Reste der künstlichen Festung.
Lange Zeit war sie im Besitz der Familie Dombó, die auch zum Namensgeber der Stadt wurde. Zwischen 1535 und 1539 hielt sich dort Sebestyén Tinódi auf, ein bedeutender Vertreter seiner Zeit. Der Dichter und Lautenspieler verfasste während seines Aufenthalts das Werk „Jason und Medea“ (Jáson és Medea).
Von 1913 bis 1914 besuchte Gyula Illyés, ein zeitgenössischer Schriftsteller und Mitglied der Ungarischen Akademie der Wissenschaften, das Gymnasium in Dombóvár.
1946 wurde Újdombóvár eingemeindet. 1949 wurde aus einem Teil von Dombóvár die Gemeinde Dalmand gebildet.
1970 ging die Burg in den Besitz der Stadt über.
Zum 1. April 1970 wurde Dombóvár zur Stadt erhoben.

## Verkehr
Dombóvár ist die zentrale Station der (ca. 225 km langen) Strecke Bátaszék – Zákány, die als Donau-Draubahn bzw. Bátaszék-Dombóvár-Zákányer Bahn erbaut und deren (etwa 115 km langer) westlicher Abschnitt, Zákány – Dombóvár (mit den Stationen Zákány, Csurgó, Nagy, Alad, Szobb, Beleg, Jákó, Kiskorpád, Kaposvár, Baté, Dombóvár), am 14. August 1872 dem öffentlichen Verkehr übergeben wurde. Dombóvár ist heute einer der größten Eisenbahnknotenpunkte der Region mit umsteigefreien Verbindungen nach Kaposvár, Pécs und Budapest.

## Sehenswürdigkeiten
- Der Inselwald (Szigeterdő) ist ein blumenreicher Stadtpark mit alten Eichen. Dort befindet sich auch der sogenannte Statuenpark, wo die Statuen der Minister der Revolutionsregierung Ungarns von 1848 zu besichtigen sind. Die monumentale Komposition wurde von János Horvay geschaffen und ist das einzige Kunstwerk des Landes, das die Mitglieder der Revolutionsregierung darstellt. 1959 fand Horvay selbst Zuflucht in der Stadt. Weiterhin ist im Inselwald ein Wohnturm zu finden, der eine ständige Keramikausstellung des Ehepaars Majoros beherbergt.
- Das Thermalbad Gunaras wurde in den vergangenen Jahren modernisiert. Der ganzjährig geöffnete Innenbereich bietet verschiedene Arten von Therapien, Sauna, Dampfkabinen, ein Schwimmbecken und drei Thermalbecken. Der Außenbereich ist von Mai bis Oktober geöffnet und besteht aus Erlebnisbecken, Schwimmbecken, Sprungbecken, Kinderbecken sowie fünf Rutschen. Außerdem gibt es einen Fischweiher, eine Betonspielfläche, Beachvolleyball und einen Fußballplatz.

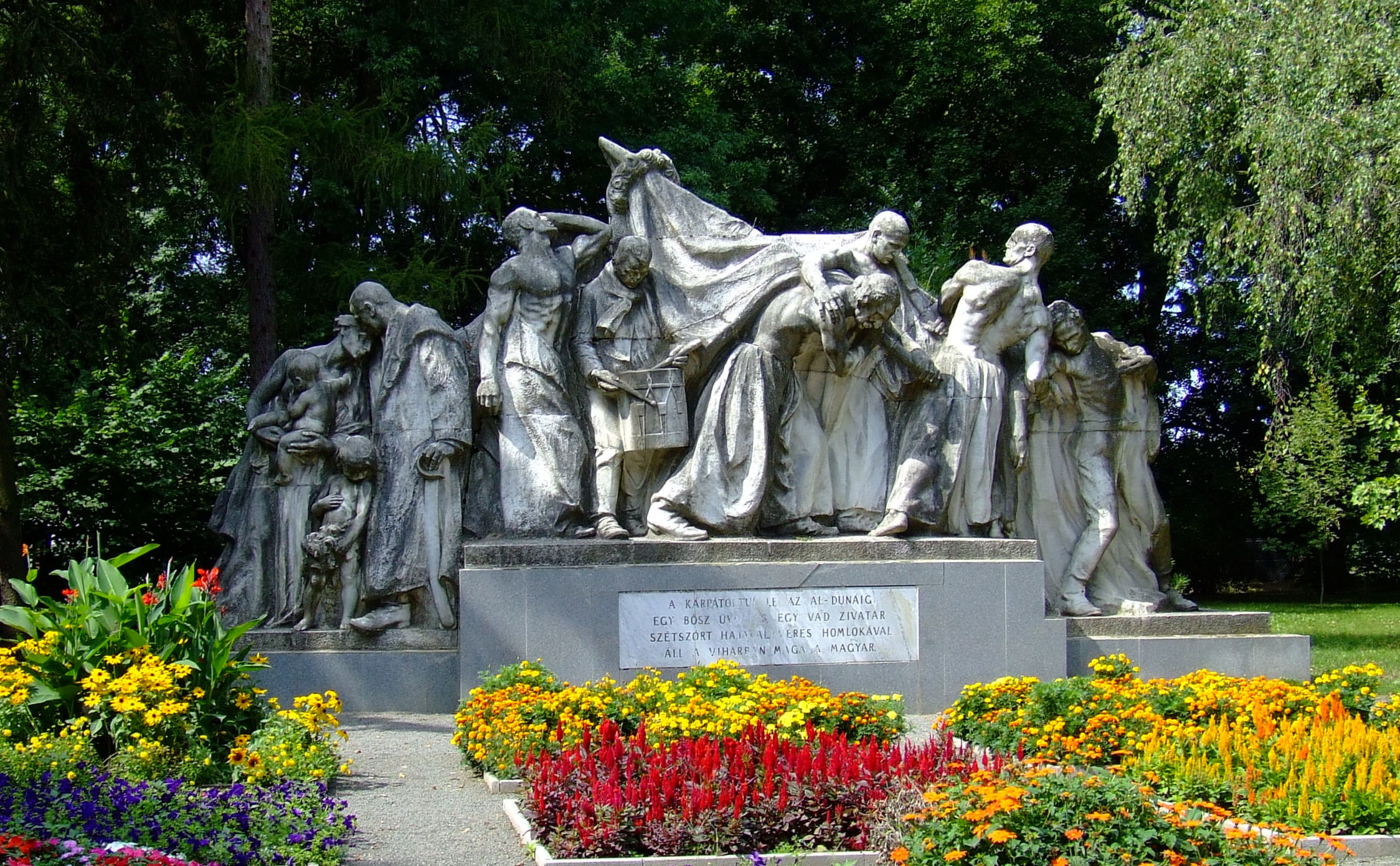
Statuengruppe im Szigeterdő

- Das Lokalhistorische Museum (Dombóvári Helytörténeti Múzeum) in der Szabadság út 16. Die Sammlung befindet sich in einem denkmalgeschützten Gebäude, dem ehemaligen Wohnhaus der Sekretäre. Teilweise ist auch noch die Innenarchitektur aus dem 19. Jahrhundert zu betrachten. Neben der archäologischen, lokalhistorischen und ethnographischen Ausstellung gibt es ein Projekt mit dem Titel „Wie sollen wir Kossuths Andenken bewahren?“ Weiterhin verfügt das Museum über eine funktionierende handbetriebene Druckmaschine, eine Ziegelsteinsammlung sowie handwerkliche Werkzeuge. Im Garten ist ein original gefertigter traditioneller Ofen (búbos kemence; der Name leitet sich von der höckerartigen Form ab) zu finden.

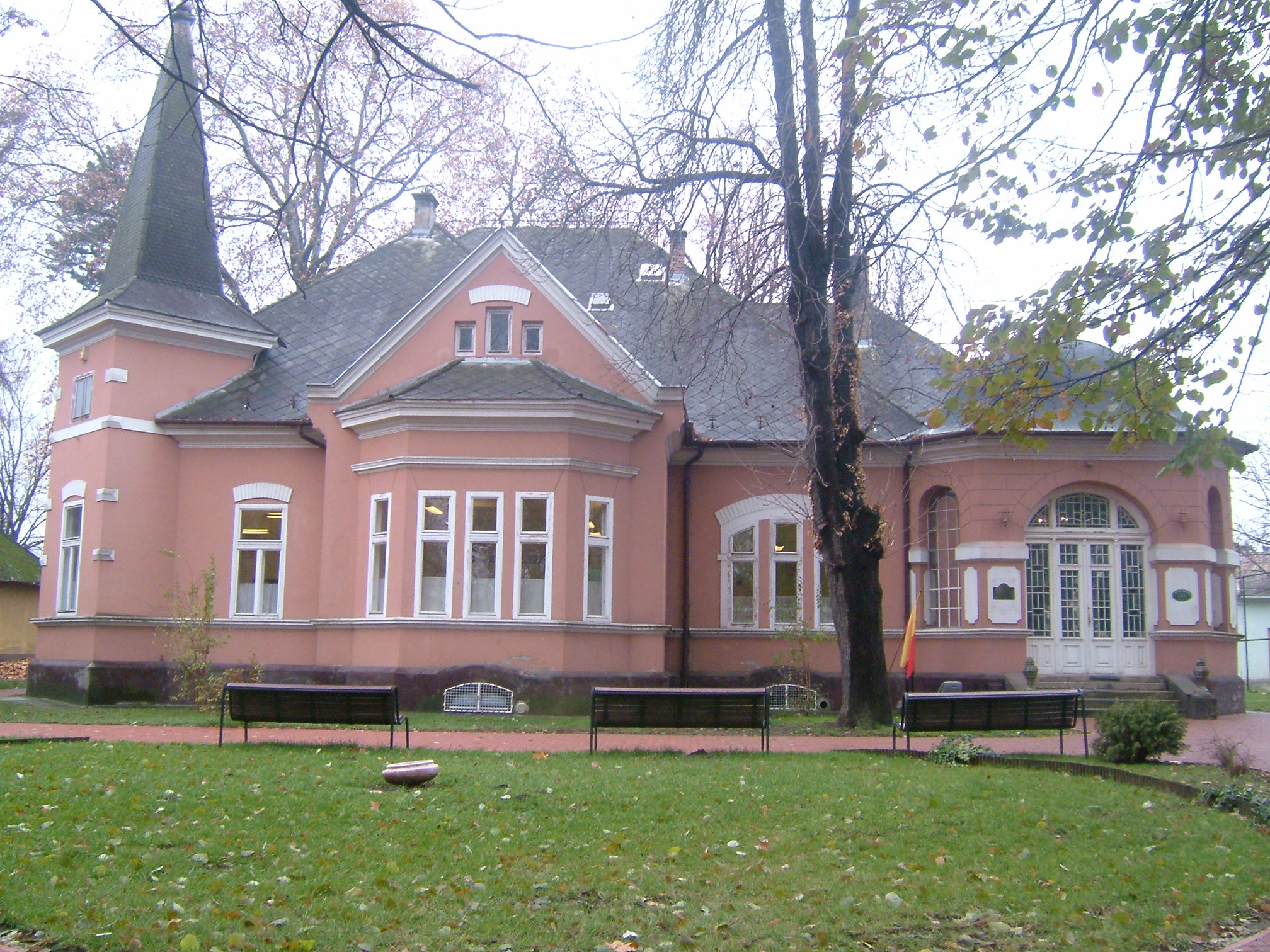
Lokalhistorisches Museum

- Im István-Fekete-Museum in der Dália utca können Gebrauchsgegenstände und Handschriften des Literaten betrachtet werden.
- Das Gyula-Illyés-Gymnasium galt 2006 als eines der besten Schulen des Landes. Viele bekannte Menschen gingen dort zur Schule, z. B. der bereits erwähnte Gyula Illyés, oder auch Ferenc Pataki, ein bekannter Kopfrechenkünstler, sowie Jenő Buzánszky, Mitglied der Goldenen Elf.
- Die katholische Barockkirche am János-Arany-Platz (Arany János tér)
- Der naturwissenschaftliche Schauraum (Természettudományi Bemutatóterem)
- Die Fischweiher von Tüske weisen einen hohen Fischbestand auf und stehen Sportanglern zur Verfügung.
- Synagoge, erbaut im 19. Jahrhundert

## Söhne und Töchter der Stadt
- Gyula Aggházy (1850–1919), Maler
- László Szepessy (1880–1915), Dichter
- Sándor Varjas (1885–1939), Philosoph
- Jenő Buzánszky (1925–2015), Fußballspieler, geb. in Újdombóvár
- István Gelencsér (* 1933), Offizier der Volksrepublik Ungarn
- Norbert Rózsa (* 1972), Schwimmer
- Róbert Gulyás (* 1974), Basketballspieler
- Virág Vaszari (* 1986), Handballspielerin
- Lili Anna Vindics-Tóth (* 1998), Leichtathletin

## Städtepartnerschaften
Dombóvár ist mit folgenden Partnerstädten verbunden:
- Gheorgheni, Rumänien
- Höganäs, Schweden
- Kernen im Remstal, Deutschland
- Ogulin, Kroatien
- Vir, Kroatien